# DAYDREAM/キケンな2人
『DAYDREAM/キケンな2人』（デイドリーム/キケンなふたり）は、日本のロックバンドJUDY AND MARYの3枚目のシングル。

## 解説
- 1994年4月21日にエピックレコーズよりリリースされた。
- 「DAYDREAM」はアルバム『J・A・M』からシングルカットされ、ジャケットも「J・A・M」から流用されている。
- 恩田快人が、「追いつめられているような緊迫感と気持ちが、一番でていた頃の曲」と語っていた。
- 3番目の間奏部分のベースソロが特徴的である。
- この曲で音楽番組『ミュージックステーション』に初出演した。YUKIは赤いワンピースにミニスカートで登場した。同時期に『COUNT DOWN TV』にも初登場。
- 当初リリース時の楽曲はフェードアウトするバージョンであったが、後日リリースされたベスト盤にて完奏されたバージョンが初収録された。

## 収録曲
編曲はすべてJUDY AND MARYが担当。
1. DAYDREAM (3:26)
作詞：YUKI / 作曲:恩田快人
2. キケンな2人 (4:41)
作詞：Tack and yukky / 作曲：TAKUYA
バンドとしては初のTAKUYAによる楽曲。
このシングルバージョンはアルバム未収録のため、このシングルでしか聴けない。

## 収録アルバム
- J・A・M (#1)
- FRESH (#1、完奏するバージョン)
- The Great Escape -COMPLETE BEST- (#1、完奏するバージョン)
- COMPLETE BEST ALBUM「FRESH」 (#1)

## カバー
DAYDREAM
- 2009年、SCANDAL（アルバム『JUDY AND MARY 15th Anniversary Tribute Album』、『R-GIRL's ROCK!』収録）。